# Adelphagrotis indeterminata
Adelphagrotis indeterminata là một loài bướm đêm thuộc họ Noctuidae. Nó được tìm thấy ở British Columbia tới California.
Sải cánh dài 30–40 mm. Con trưởng thành bay từ tháng 8 đến tháng 10, with a few records từ tháng 5 đến tháng 7.
Ấu trùng ăn lá của flowering trees và shrubs.

## Phụ loài
- Adelphagrotis indeterminata indeterminata
- Adelphagrotis indeterminata innotablis